# Expedition GeForce
Ne doit pas être confondu avec G-Force (Drayton Manor).
Expedition GeForce sont des montagnes russes qui se situent à Holiday Park près de Haßloch en Allemagne. Elles ont été construites par la société Intamin. Elles ont été ouvertes en 2001 pour célébrer les 30 ans du parc.
Jusqu'à l'ouverture de Silver Star à Europa-Park qui culmine à 73 mètres, Expedition GeForce étaient les montagnes russes les plus hautes d'Europe continentale.

## Description
L'attraction est équipée de deux trains de 28 places chacun pour un débit maximum de 1 300 personnes par heure. La piste est soutenue par 209 piliers, qui ont été mis jusqu'à 20 mètres sous le niveau du sol. Il y a 1 600 tonnes de béton et 1 300 tonnes d'acier.
Cette attraction a été élue meilleures montagnes russes du monde plusieurs années de suite par les passionnés, sur internet. Sur le quai d'embarquement, est présent une vaste affiche où est mentionné le slogan « Expedition GeForce ist die beste Achterbahn der Welt » (Expedition GeForce sont les meilleures montagnes russes du monde).
Sa principale spécificité repose sur sa première chute qui est inclinée à 82 degrés et fait une rotation de 74 degrés, elle est unique au monde. C'est également cette attraction qui possède l'airtime le plus puissant du monde avec 2,1 g négatif, c'est pour cela qu'elle est très appréciée des fans de sensations fortes. En 2010, Expedition GeForce a fini 2e du classement des montagnes russes en métal, réalisé par Best Roller Coaster Poll (le classement de montagnes russes le plus représentatif).
En 2002, l'américain Richard Rodriguez y a battu son propre record du monde de montagnes russes. Il est resté 104 jours à bord, à raison de dix heures par jour, pour un total de 29 000 km.
En 2008, l'attraction a été renommée bigFM Expedition GeForce, pour faire de la publicité pour la radio bigFM.

## Classements
| Rang | 8 | 3 | 4 | 6 | 6 | 6 | 5 | 6 | 6 | 7 | 6 | 3 | 3 |

| Rang | 2 | 1 | 1 | 1 | 1 | 2 | 2 | 3 | 3 | 2 |